# La Cocotte d'Azur
Pour plus de détails, voir Fiche technique et Distribution.
La Cocotte d'Azur est un court-métrage français réalisé par Agnès Varda en 1958 avec les chutes de Du côté de la côte.

## Fiche technique
- Réalisation et scénario : Agnès Varda
- Auteur du commentaire : Paul Guth
- Photographie : Quinto Albicocco
- Musique : Joseph Kosma
- Production : Argos Films
- Format : 35 mm - Couleur
- Durée : 10 minutes